# Maisa Kampu
Maisa Kampu (Maisa is in de Winti-religie de godin van de aarde) is een eiland en nederzetting in de Tapanahonyrivier in het distict Sipaliwini in Suriname. Het ligt stroomafwaarts vanaf Poeloegoedoe in de delta van de uitmonding van de Tapanahony in de Marowijne.
Op het eiland wonen marrons. In de omgeving wordt aan bosbouw gedaan.
Affivisiti · Agaigoni · Ajokojokondre · Akani Pata · Aloepi 1 & 2 · Alopi · Antino · Antonio do Brinco · Apetina · Benanoe · Benzdorp · Clementi · Cottica · Draai · Drietabbetje · Gakaba · Godo-olo · Godoro · Granbori · Herminadorp · Intelewa · Kampoe · Kawemhakan · Koemakapan · Kontina · Lensidede · Maboga · Maisa Kampu · Manlobi · Moitaki · Monpoesoe · Nikie · Paloemeu · Peleloe Tepoe · Peruano · Poeketi · Poeloegoedoe · Ronaldo · Sajé · Tjon Tjon · Tutu Kampu · Wanfinga · Wehejok